# Hoogkoor
Een hoogkoor is nagenoeg hetzelde als een priesterkoor.
In het hoogkoor staat het hoogaltaar, het belangrijkste altaar in een kerk. Een hoogkoor kan in verschillende mate afgescheiden zijn van de rest van de kerk door middel van niveauverschil in de vloer, communiebanken, een doksaal of zelfs een koorhek.
Als een kerk is verbonden aan een kapittel of een klooster staan in het hoogkoor de koorbanken waar de kanunniken of kloosterlingen bijeen komen voor gebed. Het hoogkoor is doorgaans niet toegankelijk voor 'gewone' gelovigen.